# Piroscsőrű papagáj
A piroscsőrű papagáj (Pionus sordidus), korábban korallcsőrű papagáj, a madarak osztályának papagájalakúak (Psittaciformes) rendjébe és a papagájfélék (Psittacidae) családjába tartozó faj.

## Rendszerezése
A fajt Carl von Linné svéd természettudós írta le 1758-ban, a Psittacus nembe Psittacus sordidus néven.

## Alfajai
- Kis piroscsőrű papagáj (Pionus sordidus antelius)
- Perui piroscsőrű papagáj (Pionus sordidus corallinus)
- Ecuadori piroscsőrű papagáj (Pionus sordidus mindoensis)
- Északi piroscsőrű papagáj (Pionus sordidus ponsi)
- Kolumbiai piroscsőrű papagáj (Pionus sordidus saturatus)

## Előfordulása
Dél-Amerikában, Bolívia, Kolumbia, Ecuador, Peru és Venezuela területén honos. Természetes élőhelyei a szubtrópusi vagy trópusi síkvidéki és  hegyi esőerdők, valamint ültetvények és másodlagos erdők. Állandó, nem vonuló faj.

## Megjelenése
Testhossza 28 centiméter.

## Természetvédelmi helyzete
Az elterjedési területe nagyon nagy, egyedszáma ugyan csökken, de még nem éri el a kritikus szintet. A Természetvédelmi Világszövetség Vörös listáján nem fenyegetett fajként szerepel.